# Imunostimulant
Imunostimulanti, imunostimulatori, su supstance (lekovi i hranljive materije) koje stimulišu imunski sistem podsticanjem (stimulacijom) ili povećanjem aktivnosti bilo koje komponente imunskog sistema. Jedan značajan primer je GM-CSF (stimulišući faktor kolonija granulocit makrofaga).

## Klasifikacija
Postoje dve glavne kategorije imunostimulanata:
- Specifični imunostimulanti su oni koji pružaju antigensku specifičnost imunog odgovora, kao što su vakcine[2], i antigeni[3].
- Nespecifični imunostimulanti su oni koji deluju nezavisno od antigenske specifičnosti da bi povećali imuni odgovor drugih antigena, ili oni koji stimulišu komponente imunskog sistema bez antigenske specifičnosti, kao što su adjuvanti. Mnoge endogene (unutrašnje) supstance su nespecifični imunostimulatori. Na primer, za ženske polne hormone je poznato da stimulišu i adaptivni[4] i urođeni imuni odgovor.[5] Neke autoimune bolesti kao što je sistemski eritemski lupus preferencijalno ugrožavaju žene, i njihov početak se poklapa sa pubertetom. Poznato je da i drugi hormoni regulišu imunski sistem, na primer prolaktin, hormon rasta i vitamin D.[6][7]

### Deoksiholna kiselina
Neke publikacije upućuju na imunostimulantni efekat deoksiholne kiseline (DCA). DCA dejstvuje na nespecifični imunski sistem, aktivirajući njegov glavni ćelijski tip, makrofage. Prema ovim publikacijama, dovoljna količina deoksiholne kiseline u ljudskom telu bi bila poput snažne imune reakcije nespecifičnog imunskog sistema.

### Opšte
- Antigen
- Kostimulacija
- Imunogeničnost
- Imunološki adjuvant
- Imunomodulator
- Imunoterapija

### Endogeni imunostimulanti
- Deoksiholna kiselina, stimulator makrofaga

### Sintetički imunostimulanti
- Makrokin (Tetrahloro-dekaoksid), stimulator makrofaga

### Biljni imunostimulanti
- Obična aloja[11]
- Beta-glucan[12]

## Spoljašnje veze
- „Imunostimulanti”. Архивирано из оригинала 06. 09. 2010. г.
- Veterinarska imunologija i imunopatologija žurnal
- Immunostimulants на 
- „Deoksiholna kiselina kao imunostimulant”. Архивирано из оригинала 27. 03. 2010. г.

|  | Molimo Vas, obratite pažnju na važno upozorenje u vezi sa temama iz oblasti medicine (zdravlja). |